# Décès en 1356
Décès
- 1352
- 1353
- 1354
- 1355
- 1356
- 1357
- 1358
- 1359
- 1360

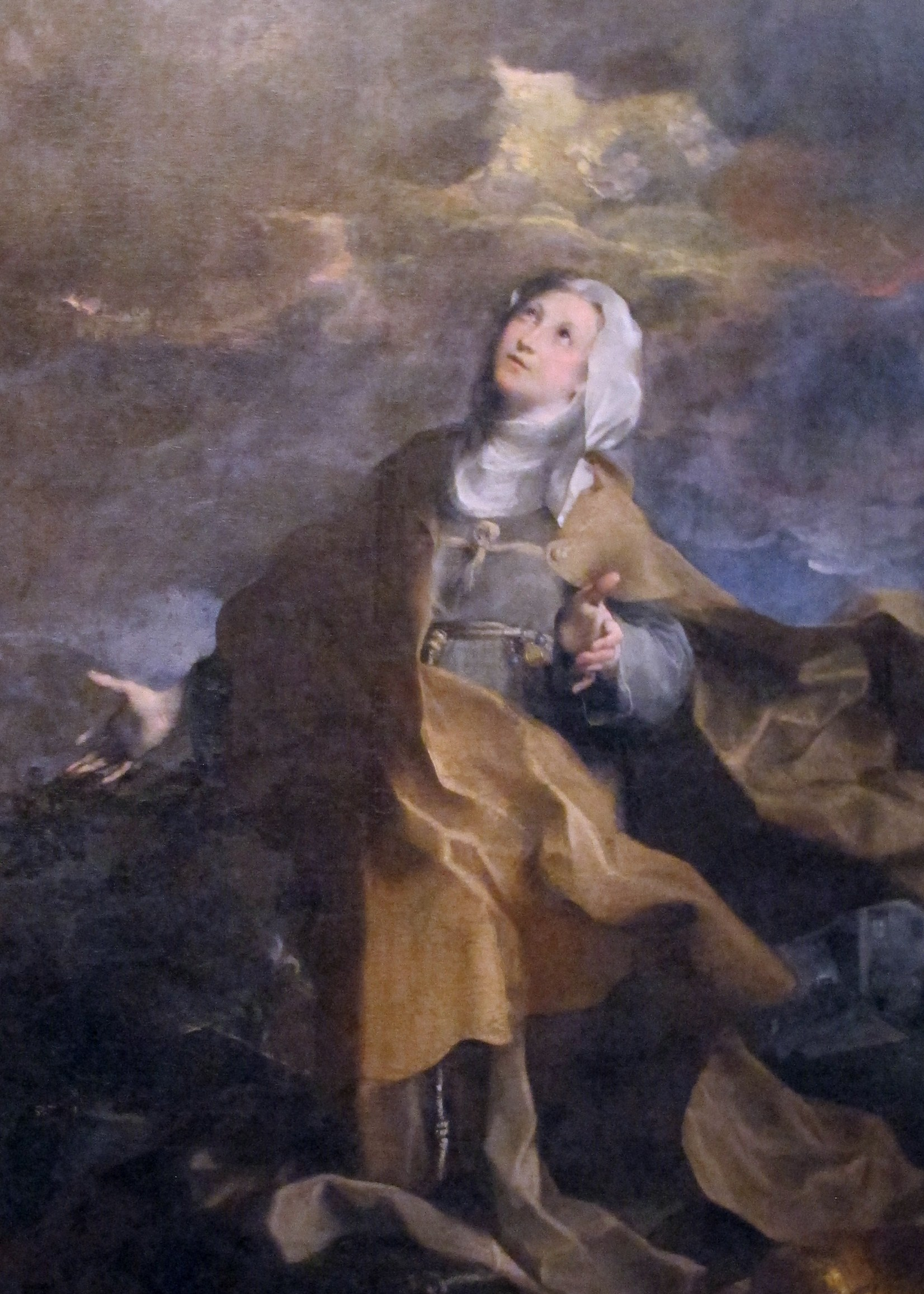
Michelina da Pesaro, morte en 1356.

Cette page dresse une liste de personnalités mortes au cours de l'année 1356 :
- 22 janvier : Guillaume Mauger, évêque de Séez.
- 11 mars : Jean de Beaumont, noble français.
- 12 mars : Rodolphe Ier de Saxe,  duc de Saxe-Wittemberg.
- avril : Jean V d'Harcourt, comte d'Aumale, puis deuxième comte d'Harcourt, vicomte de Châtellerault, seigneur d'Aarschot en Brabant.
- 19 mai : Guillaume Bertrand, évêque de Beauvais, de Bayeux puis de Noyon.
- 21 juin : Bolko II, ou Boleslas II d'Opole, duc d'Opole.
- 10 juillet : Bartole, jurisconsulte italien, professeur de droit, spécialiste du droit romain.
- 23 juillet : Boleslas de Cieszyn, prince polonais membre de la dynastie des Piast de Silésie de la lignée de Cieszyn.
- 8 août : Giovanni Gradenigo, 56e doge de Venise.
- 27 août : Béraud Ier, 7e dauphin d'Auvergne et seigneur de Mercœur.
- 19 septembre : de nombreux nobles français sont tués lors de la bataille de Poitiers, notamment :
  - Pierre Ier de Bourbon, duc de Bourbon.
  - Gauthier VI de Brienne, comte de Brienne et duc titulaire d'Athènes, connétable de France.
  - Hugues III de Castelnau-Calmont, seigneur et militaire français.
  - Geoffroi de Charny, seigneur de Lirey, de Savoisy et de Montfort, est un chevalier français.
  - Jean de Clermont, seigneur de Chantilly et vicomte d’Aunay, maréchal de France.
- 11 octobre : Pasteur d’Aubenas de Serrats, cardinal français.
- 19 octobre : Jeanne de Geneville, connue aussi sous le nom de Jeanne de Joinville, baronne Geneville, comtesse de March, baronne Mortimer.
- 20 novembre: Gaillard de La Motte, évêque de Riez, évêque et archevêque de Toulouse, cardinal-diacre de S. Lucia in Silice.

- Hassan Bozorg, fondateur de la dynastie des Jalayirides.
- Jean Champdorat, abbé de La Chaise-Dieu puis évêque du Puy.
- Geoffroy d'Harcourt, dit le Boiteux, vicomte de Saint-Sauveur, maréchal d’Angleterre, tué au combat.
- Michelina da Pesaro, bienheureuse franciscaine  italienne.
- Pierre II de Grailly, vicomte de Benauges et de Castillon, chevalier français.
- Thibault de Laval, religieux français.
- Renaud V de Pons, seigneur de Pons, vicomte de Carlat et en partie de Turenne, seigneur de Ribérac, de Montfort.
- Jean III de Saxe-Lauenbourg, duc de Saxe-Lauenbourg.
- Robert de Sicile-Duras, prince de Morée, seigneur de Cappacio, Muro, et Montalbano dans le royaume de Naples.
- Pierre de Treigny, évêque de Senlis.
- Lippo Memmi, peintre italien typique de l'école siennoise de la pré-Renaissance artistique italienne.
- Jean Thaler, chevalier autrichien.

## Crédit d'auteurs
- Cet article est partiellement ou en totalité issu de l'article intitulé « 1356 » (voir la liste des auteurs).